# Jarzé
Jarzé est une ancienne commune française située dans le département de Maine-et-Loire, en région Pays de la Loire, devenue le 1er janvier 2016, une commune déléguée de la commune nouvelle de Jarzé-Villages.

## Géographie
Commune angevine du Baugeois, Jarzé se situe à l'ouest d'Échemiré, sur les routes D 766, Seiches sur le Loir - Échemiré, D 59, Sermaise, et D 82, Cheviré le Rouge - Chaumont d'Anjou.
Son territoire se situe sur l'unité paysagère du Plateau du Baugeois.

## Toponymie et héraldique

### Toponymie
Durant la Révolution, la commune porte le nom de Jarzé-Marat.

### Héraldique
| Blason de Jarzé | Blason  | Écartelé : au 1er de gueules au massacre de cerf d'argent surmonté de deux croissants du même, l'un au-dessus de l'autre, au 2e d’argent à la bande fuselée de gueules et à la bordure de sable chargée de huit besants d’or, au 3e d’azur au sanglier passant d’argent, au 4e de sinople au phénix d'argent allumé de gueules sur son immortalité du même. |
| Blason de Jarzé | Détails | Le statut officiel du blason reste à déterminer. |

## Histoire
Au Moyen Âge, selon Célestin Port, une première famille seigneuriale locale (fl. dès les Xe – XIe siècles) s'allie vers 1080 aux Montrevault (comme d'ailleurs — s'il s'agit bien des Petit-Montrevault, non des Grand-Montrevault — les Candé et les Lion d'Angers, les Chemillé...), puis se fond au XIIIe siècle dans la famille des Roches, châtelains de Longué (sans doute la branche aînée de la maison dont le fameux sénéchal Guillaume des Roches représentait la branche cadette). Le Plessis-le-Vent relevait aussi de cette famille des Roches, comme Corzé. Puis Jarzé, la châtellenie de Longué, Corzé et le Plessis sont hérités au XVe siècle par les Sainte-Maure de Montgauger, car Jean Ier de Ste-Maure, baron de Montgog(i)er et de Nesle († 1425), prend pour femme l'héritière Jeanne des Roches, aussi dame de La Faigne et de La Haye-Jouslain/La Haie-Joulain). Mais leur petit-fils Charles Ier de Ste-Maure, 1er comte de Nesle en 1466, vend le tout à Jean Bourré entre 1461/1462 et 1473 (le Plessis-le-Vent, cédé en novembre 1462, prend alors le nom du Plessis-Bourré).
Jean Bourré (1424-1506), un fidèle de Louis XI, élève les châteaux actuels du Plessis-Bourré, de Vaux et de Jarzé. Ses descendants, issus de son dernier fils Charles Bourré le Jeune (1483-1534), sont moins brillants et parfois dilapidateurs : ce sont notamment les du Plessis de la Roche-Pichemer (Renée Bourré, fille de René et petite-fille de Charles le Jeune, épouse en 1572 René du Plessis de La Roche-Pichemer, né en 1551 et † en 1607), devenus les du Plessis de Jarzé, comtes du Plessis-Bourré, marquis de Jarzé depuis 1615 (confirmation en 1694, le marquisat étant alors augmenté des Pins en Baugé et de la châtellenie de Cheviré) ; le plus célèbre est le Beau Jarzé, René du Plessis de Jarzé (1613-† le 21 janvier 1676), fils de François du Plessis de Jarzé (1588-1642), le 1er marquis.
Le petit-fils du Beau Jarzé, Marie-Urbain-René du Plessis de Jarzé dit Bras d'argent (1664-† le 28 août 1723 ; il avait perdu un bras en 1688 à Philipsbourg) meurt sans postérité de sa femme Anne-Thérèse de Goury. La succession passe donc en 1723 à Camille Savary de Brèves (1663-1732 ; petit-fils de Camille Savary de Brèves et Catherine du Plessis-Jarzé — sœur du Beau Jarzé — mariés en 1634).
Mais entre 1730 et la mi-XVIIIe siècle, les biens des Jarzé sont aliénés (notamment, Le Plessis-Bourré est vendu en novembre 1751 aux La Planche de Ruillé ; la châtellenie de Longué était perdue depuis longtemps, acquise dès mars 1530 par Jehan Bernard seigneur d'Etiau sur Charles Bourré le Jeune). Le marquisat de Jarzé est quant à lui cédé à Jacques d'Escoubleau, comte de Sourdis (1715-1790 ; par adjudication judiciaire) ; puis en 1769 à Jean-François de Villoutreys (par acquêt), suivi de François-Joseph de Foucault (par héritage en 1780 ; maréchal des camps et armées du roi). Le domaine est enfin acquis en juillet 1792 par Pierre-Jean Deurbrouck (né en 1756-† en juin 1831 au château de Jarzé, sans postérité), déjà acquéreur de Goulaine en 1788, baron de l'Empire en 1809, président du Conseil général de Maine-et-Loire en 1806-1807 ; les 825 hectares du domaine constituèrent son majorat.

## Politique et administration

### Administration municipale

#### Administration actuelle
Depuis le 1er janvier 2016, Jarzé constitue une commune déléguée au sein de la commune nouvelle de Jarzé Villages et dispose d'un maire délégué.
| Période                                  | Période  | Identité           | Étiquette | Qualité |
| ---------------------------------------- | -------- | ------------------ | --------- | ------- |
| janvier 2016                             | en cours | Élisabeth Marquet, |           |         |
| Les données manquantes sont à compléter. |          |                    |           |         |

#### Administration ancienne
| Période                                  | Période       | Identité                | Étiquette | Qualité                                                     |
| ---------------------------------------- | ------------- | ----------------------- | --------- | ----------------------------------------------------------- |
| 1945                                     | 1971          | Norbert Pierre Davignon |           |                                                             |
| 1971                                     | 1983          | Norbert Louis Davignon  |           |                                                             |
| 1983                                     | 1995          | René Gerfault           |           |                                                             |
| 1995                                     | décembre 2015 | Élisabeth Marquet,      | UMP       | Agricultrice, suppléante du député Jean-Charles Taugourdeau |
| Les données manquantes sont à compléter. |               |                         |           |                                                             |

### Ancienne situation administrative
Jusqu'en 2015 la commune est membre de la communauté de communes du Loir, elle-même membre du syndicat mixte Pays Loire-Angers. La commune nouvelle de Jarzé Villages se substitue le 1er janvier 2016 aux anciennes communes dans les intercommunalités dont elles étaient membres.

## Population et société

### Évolution démographique
L'évolution du nombre d'habitants est connue à travers les recensements de la population effectués dans la commune depuis 1793. À partir du 1er janvier 2009, les populations légales des communes sont publiées annuellement dans le cadre d'un recensement qui repose désormais sur une collecte d'information annuelle, concernant successivement tous les territoires communaux au cours d'une période de cinq ans. 
Pour les communes de moins de 10 000 habitants, une enquête de recensement portant sur toute la population est réalisée tous les cinq ans, les populations légales des années intermédiaires étant quant à elles estimées par interpolation ou extrapolation. Pour la commune, le premier recensement exhaustif entrant dans le cadre du nouveau dispositif a été réalisé en 2007,.
En 2013, la commune comptait 1 839 habitants, en évolution de +14,08 % par rapport à 2008 (Maine-et-Loire : +3,3 %, France hors Mayotte : +2,49 %).
| 1793  | 1800  | 1806  | 1821  | 1831  | 1836  | 1841  | 1846  | 1851  |
| ----- | ----- | ----- | ----- | ----- | ----- | ----- | ----- | ----- |
| 1 577 | 1 247 | 1 704 | 1 737 | 1 800 | 1 782 | 1 792 | 1 795 | 1 852 |

| 1856  | 1861  | 1866  | 1872  | 1876  | 1881  | 1886  | 1891  | 1896  |
| ----- | ----- | ----- | ----- | ----- | ----- | ----- | ----- | ----- |
| 1 829 | 1 859 | 1 927 | 1 739 | 1 659 | 1 696 | 1 751 | 1 745 | 1 708 |

| 1901  | 1906  | 1911  | 1921  | 1926  | 1931  | 1936  | 1946  | 1954  |
| ----- | ----- | ----- | ----- | ----- | ----- | ----- | ----- | ----- |
| 1 705 | 1 679 | 1 666 | 1 507 | 1 465 | 1 446 | 1 419 | 1 510 | 1 424 |

| 1962  | 1968  | 1975  | 1982  | 1990  | 1999  | 2007  | 2012  | 2013  |
| ----- | ----- | ----- | ----- | ----- | ----- | ----- | ----- | ----- |
| 1 369 | 1 270 | 1 326 | 1 364 | 1 434 | 1 401 | 1 500 | 1 795 | 1 839 |

### Pyramide des âges
La population de la commune est relativement âgée. Le taux de personnes d'un âge supérieur à 60 ans (27,1 %) est en effet supérieur au taux national (21,8 %) et au taux départemental (21,4 %).
À l'instar des répartitions nationale et départementale, la population féminine de la commune est supérieure à la population masculine. Le taux (51,5 %) est du même ordre de grandeur que le taux national (51,9 %).
La répartition de la population de la commune par tranches d'âge est, en 2008, la suivante :
- 48,5 % d’hommes (0 à 14 ans = 19,7 %, 15 à 29 ans = 14,3 %, 30 à 44 ans = 22,8 %, 45 à 59 ans = 19,8 %, plus de 60 ans = 23,4 %) ;
- 51,5 % de femmes (0 à 14 ans = 17,7 %, 15 à 29 ans = 14,4 %, 30 à 44 ans = 18,4 %, 45 à 59 ans = 18,9 %, plus de 60 ans = 30,6 %).

| Hommes | Classe d’âge | Femmes |
| ------ | ------------ | ------ |
| 0,7    | 90 ans ou +  | 4,0    |
| 11,0   | 75 à 89 ans  | 14,6   |
| 11,7   | 60 à 74 ans  | 12,0   |
| 19,8   | 45 à 59 ans  | 18,9   |
| 22,8   | 30 à 44 ans  | 18,4   |
| 14,3   | 15 à 29 ans  | 14,4   |
| 19,7   | 0 à 14 ans   | 17,7   |

| Hommes | Classe d’âge | Femmes |
| ------ | ------------ | ------ |
| 0,4    | 90 ans ou +  | 1,1    |
| 6,3    | 75 à 89 ans  | 9,5    |
| 12,1   | 60 à 74 ans  | 13,1   |
| 20,0   | 45 à 59 ans  | 19,4   |
| 20,3   | 30 à 44 ans  | 19,3   |
| 20,2   | 15 à 29 ans  | 18,9   |
| 20,7   | 0 à 14 ans   | 18,7   |

## Économie
Sur 120 établissements présents sur la commune à fin 2010, 18 % relevaient du secteur de l'agriculture (pour une moyenne de 17 % sur le département), 5 % du secteur de l'industrie, 18 % du secteur de la construction, 46 % de celui du commerce et des services et 13 % du secteur de l'administration et de la santé.

## Culture locale et patrimoine

### Lieux et monuments
- Chapelle Notre-Dame de Montplacé ;
- Château de Jarzé ;
- Église Saint-Cyr-et-Sainte-Julitte, qui doit son nom à saint Cyr et à sa mère sainte Julitte, deux martyrs du IVe siècle, est une église dont les origines remontent au XIe siècle. Sa nef possède huit travées barlongues voûtées d'ogives aux profils curvilignes qui retombent sur des colonnes engagées et un clocher tors à Jarzé. Sa torsion récente s'accentue doucement avec les années. Cela pourrait résulter de l'affaissement du poinçon, à la suite de la rénovation de la toiture.
- Manoir de la Roche-Thibault.

### Personnalités liées à la commune
- Famille du Plessis de Jarzé.